# ألان جاكوبس
ألان جاكوبس (بالإنجليزية: Alan Jacobs)‏ هو كاتب سيناريو ومخرج أمريكي، ولد في 1 ديسمبر 1958 في نيويورك في الولايات المتحدة.

## وصلات خارجية
- ألان جاكوبس على موقع IMDb (الإنجليزية)
- ألان جاكوبس على موقع ألو سيني (الفرنسية)
- ألان جاكوبس على موقع أول موفي (الإنجليزية)
- ألان جاكوبس على موقع قاعدة بيانات الأفلام السويدية (السويدية)
- ألان جاكوبس على موقع قاعدة بيانات الفيلم (الإنجليزية)
- ألان جاكوبس على موقع كينوبويسك (الروسية)